# Portugal aux Jeux olympiques d'hiver de 2014
Le Portugal participe aux Jeux olympiques d'hiver de 2014 à Sotchi en Russie du 7 au 23 février 2014. Il s'agit de sa septième participation à des Jeux d'hiver.
Le Portugal a présenté uniquement deux athlètes, Arthur Hanse et Camille Dias, qui se sont classés respectivement 57e et 63e au Slalom géant.

## Ski alpin
| Athlète      | Épreuves     | Course 1                | Course 1 | Course 2 | Course 2 | Total | Total |
| Athlète      | Épreuves     | Temps                   | Rang     | Temps    | Rang     | Temps | Rang  |
| ------------ | ------------ | ----------------------- | -------- | -------- | -------- | ----- | ----- |
| Arthur Hanse | Slalom géant | 1 min 30 s 52 (+9 s 44) | 57e      | DNF      | DNF      | -     | -     |
| Arthur Hanse | Slalom       | DNF                     | DNF      | -        | -        | -     | -     |

| Athlète      | Épreuves     | Course 1                 | Course 1 | Course 2                 | Course 2 | Total                   | Total |
| Athlète      | Épreuves     | Temps                    | Rang     | Temps                    | Rang     | Temps                   | Rang  |
| ------------ | ------------ | ------------------------ | -------- | ------------------------ | -------- | ----------------------- | ----- |
| Camille Dias | Slalom géant | 1 min 32 s 70 (+14 s 82) | 63e      | 1 min 34 s 93 (+17 s 03) | 63e      | 3 min 7 s 63 (+30 s 76) | 59e   |
| Camille Dias | Slalom       | 1 min 5 s 24 (+12 s 62)  | 48e      | 1 min 3 s 26 (+12 s 15)  | 41e      | 2 min 8 s 50 (+23 s 96) | 40e   |